# خدمات مرجع مجازی
مرجع مجازی (به انگلیسی: Virtual Reference) نوعی از خدمات مرجع است، که بنیانی الکترونیکی دارد و اغلب دریک موقعیت زمانی واقعی یعنی زمانی که مشتری از رایانه یا سایر تکنولوژی‌های اینترنت جهت برقراری ارتباط با کارمند مرجع استفاده می‌کند، بدون این‌که به‌طور فیزیکی در کتابخانه حضور یابد کانال‌های ارتباطی مورد استفاده در مرجع مجازی شامل گفتگو، ویدئوکنفرانس، ارتباط صدایی و پست الکترونیکو پیام کوتاه می‌باشد.
به طور کلی سه دلیل عمده باعث ظهور خدمات مرجع دیجیتالی در عصر حاضر شده است :
- تغییر شیوه یادگیری در محیط غیر همزمان
- ظهور نظام های خدماتی و فناوری های وب مبنا
- ورود قدرت های تجاری به بازارهای آموزشی